# تپه قوروخلو درمان
تپه قوروخلو درمان مربوط به سدهٔ ۸–۶ ه.ق است و در شهرستان نقده، بخش مرکزی، دهستان میرآباد، روستای عجملو واقع شده و این اثر در تاریخ ۷ خرداد ۱۳۸۷ با شمارهٔ ثبت ۲۲۸۸۶ به‌عنوان یکی از آثار ملی ایران به ثبت رسیده است.